# مرسدس-بنز ویژن سی‌ال‌اس
مرسدس-بنز ویژن سی‌ال‌اس (انگلیسی: Mercedes-Benz Vision CLS) یک خودروی مفهومی شش‌سیلندره با موتور دیزل توربوی دوگانه و توان ۲۶۱ اسب بخار (۱۹۵ کیلووات)، گشتاور ۵۶۰ نیوتن متر (۴۱۰ پوند نیرو-فوت)، جعبه‌دنده خودکار هفت‌سرعتهٔ مرسدس-بنز ۷جی-ترانیک، سامانهٔ چراغ جلو فعال از نوع مرسدس-بنز کلاس-ئی (دبلیو۲۱۱)، ترمز هیدرولیک از نوع مرسدس-بنز اس‌ال (آر۲۳۰) است. پوشش داخلی این خودرو از چرم نرم بود و در جلو، عقب و طرفین خودرو، کیسه هوا وجود داشت؛ همچنین کیسه‌های هوا برای محافظت از سر سرنشینان تعبیه شده‌بود.
این خودرو برای اولین بار در سال ۲۰۰۳ و در نمایشگاه بین‌المللی خودروی آلمان رونمایی شد.
این مدل، آغازی بر مرسدس-بنز کلاس-سی‌ال‌اس (دبلیو۲۱۹) بود.